# São Tomás de Aquino
São Tomás de Aquino este un oraș în Minas Gerais (MG), Brazilia.